# Phillipsburg (Missouri)
Phillipsburg és una població dels Estats Units a l'estat de Missouri. Segons el cens del 2000 tenia 201 habitants.

## Demografia
Segons el cens del 2000, Phillipsburg tenia 201 habitants, 73 habitatges, i 55 famílies. La densitat de població era de 152,2 habitants per km².
Dels 73 habitatges en un 35,6% hi vivien nens de menys de 18 anys, en un 54,8% hi vivien parelles casades, en un 12,3% dones solteres, i en un 23,3% no eren unitats familiars. En el 20,5% dels habitatges hi vivien persones soles l'11% de les quals corresponia a persones de 65 anys o més que vivien soles. El nombre mitjà de persones vivint en cada habitatge era de 2,75 i el nombre mitjà de persones que vivien en cada família era de 3,11.
Per edats la població es repartia de la següent manera: un 28,9% tenia menys de 18 anys, un 18,9% entre 18 i 24, un 20,9% entre 25 i 44, un 20,4% de 45 a 60 i un 10,9% 65 anys o més.
L'edat mediana era de 28 anys. Per cada 100 dones de 18 o més anys hi havia 120 homes.
La renda mediana per habitatge era de 21.875 $ i la renda mediana per família de 25.938 $. Els homes tenien una renda mediana de 21.250 $ mentre que les dones 18.036 $. La renda per capita de la població era de 9.083 $. Entorn del 32,7% de les famílies i el 40,4% de la població estaven per davall del llindar de pobresa.

## Poblacions properes
El següent diagrama mostra les poblacions més properes.